# Rewas Lewanowitsch Gabriadse

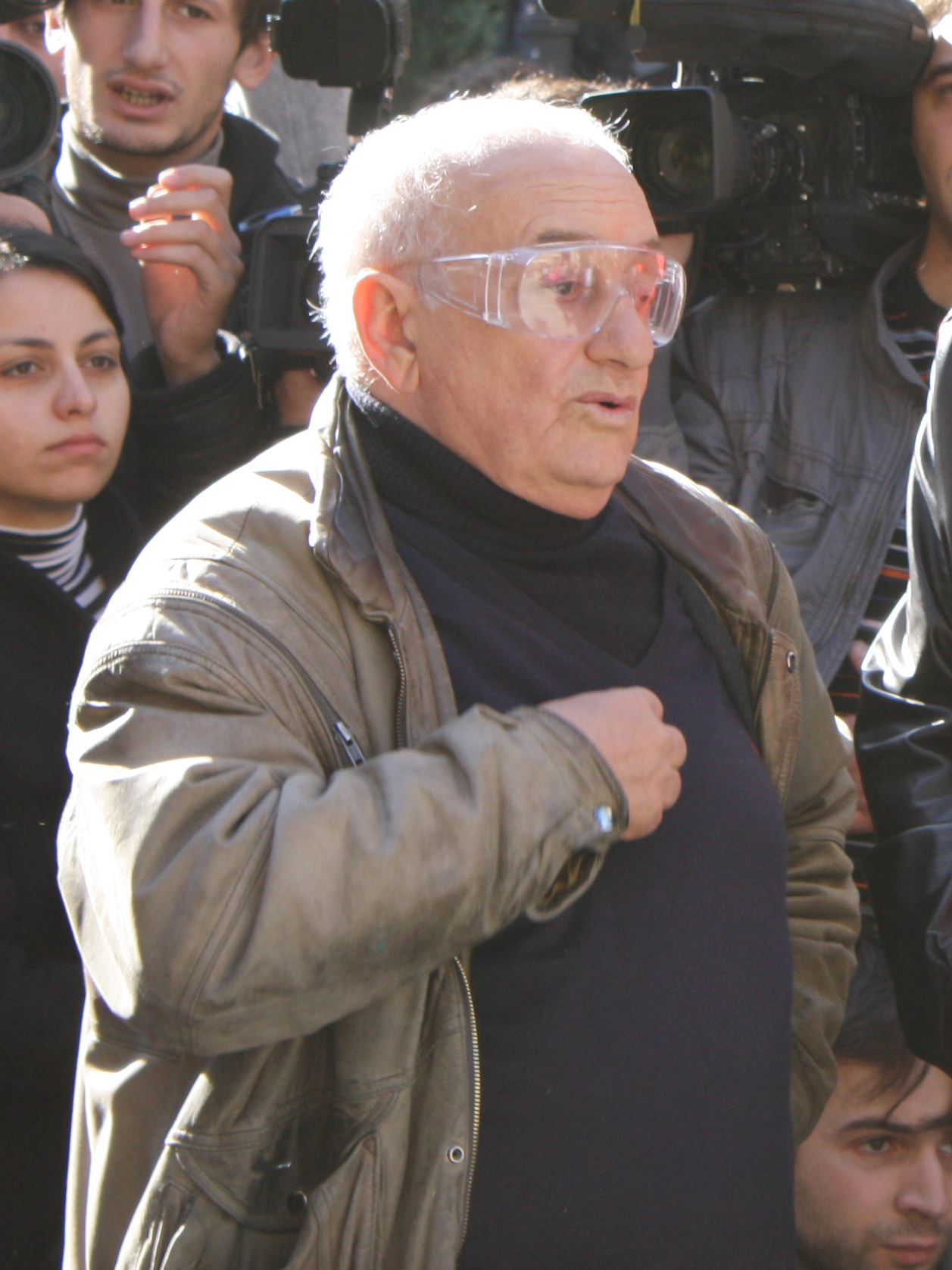
Reso Gabriadse (2010)

Rewas „Reso“ Lewanowitsch Gabriadse (georgisch რევაზ გაბრიაძე; * 29. Juni 1936 in Kutaissi; † 6. Juni 2021 in Tiflis) war ein georgischer Theater- und Filmregisseur, Drehbuchautor und Künstler.

## Leben und Karriere
Gabriadse machte sich zunächst einen Namen als Drehbuchautor. Ab Mitte der 1970er Jahre realisierte er auch erste eigene Kurzfilme.
Später gründete er in Tiflis das Puppentheater Teatro Rezo Gabriadze.
Sein Sohn ist der Schauspieler und Regisseur Lewan Gabriadse.

## Filmografie (Auswahl)
Drehbuchautor
- 1968: Eine ungewöhnliche Ausstellung (Arachveulebrivi gamopena)
- 1969: Das Gastmahl der Rose (Ne gorjuj!)
- 1974: Komische Käuze (Sherekilebi)
- 1977: Mimino
- 1986: Kin-dsa-dsa! (Kin-dza-dza!)
- 1990: Pasport
- 2013: Ku! Kin-dsa-dsa (Ku! Kin-dza-dza)

Regisseur
- 1975: Kavkasiuri romansi (Kurzfilm)
- 1977: Msvervalis dampkrobni (Kurzfilm)
- 1977: Limonis torti (Kurzfilm)
- 1978: Kojris tkis sizmrebi (Kurzfilm)

## Werke der bildenden Kunst
- Tschischik-Pyschik in Sankt Petersburg
- Die Nase von Major Kowaljow in Sankt Petersburg
- Rabinowitsch in Odessa